# Бертьє-Делагард Олександр Львович
Олекса́ндр Льво́вич Бертьє́-Делага́рд (нар. 1842, Севастополь, Російська імперія — пом. 14 лютого 1920, Ялта) — російський історик Криму, археолог, нумізмат і громадський діяч, інженер-будівельник, краєзнавець, генерал-майор. Член Таврійської вченої архівної комісії, член-кореспондент Імператорської Археологічної комісії. Дослідник Херсонеса, Феодосії та «печерних міст» Криму. Автор творів з археології та нумізматики Північного Причорномор'я. Сучасники називали його найбільшим знавцем Криму, патріархом кримознавства. 

## Життєпис
Народився 7 листопада (26 жовтня) 1842 року в Севастополі в родині військовика. У місті дотепер є вулиця, названа на честь дослідника, і Делагардова балка — за назвою маєтку, що належав родині Бертьє́-Делага́рд. Його дід був французьким дворянином з Провансу, який втік з рідної країни під час Французької революції.
Після закінчення Брест-Литовського сухопутного кадетського корпусу та військового училища Олександр Львович продовжив освіту у Військово-інженерній академії в Петербурзі, після чого був призначений на південь Росії. Йому було 22 роки, коли сталася трагедія, яка змінила його життя. «За випадковою необережності товариша, при академічних роботах позбувся ока»,  — так він сам писав про цей епізод. Зір все-таки збереглося, тож він міг працювати.
У Херсоні молодий інженер познайомився з членами Товариства історії і старожитностей, «своїми руками розібрав, почистив і виправив в 1873 році безвісно кинуту могилу Потьомкіна, переклавши його кістки». Це, як вказував А.Л. Бертьє-Делагард, «було початковою точкою захоплення мого питаннями історії та археології».

### Військовий інженер
Довгий час А.Л. Бертьє-Делагард успішно працював військовим інженером у багатьох місцях Причорномор'я, будуючи мости, фортеці, портові споруди. Ним споруджені, зокрема, порти Одеси, Феодосії, Ялти, Ростова-на-Дону, алуштинський і ялтинський водогони, залізниця до Феодосії, лікарня у Херсоні тощо. 
У 1877-78 роках брав участь в роботах по зміцненню Севастополя, зокрема, створенню його фортифікаційних укріплень і берегових батарей. Для оборони військового порту з моря згідно з проектом військових інженерів генералів Е.І. Тотлебена і О.Л. Бертьє-Делагарда передбачалося побудувати або озброїти дев'ять берегових батарей, в тому числі старі земляні 4-ю і 10-ю батареї, а також Константинівську батареї. На батареях встановлювалися новітні 9- і 11-дюймові гармати обр. 1867 року. Матеріальна частина і особовий склад прибували з різних фортець Російської імперії: Кронштадта, Виборга, Свеаборга, Дінабург, Новогеоргієвська і Бобруйська. До початку чергової російсько-турецької війни 1877-78 рр. на дев'яти берегових батареях Севастополя знаходилося 62 важкі гармати, які поряд з мінними загородженнями стали основою берегової оборони.
Вже після початку війни під керівництвом Е.І. Тотлебена і А.Л. Бертьє-Делагарда були проведені роботи по відновленню і деякому посиленню земляних укріплень, що збереглися з часів Кримської кампанії 1854-55 р.р. В районі Камишової бухти була відремонтована лінія укріплень (рів з валом і редути) колишньої французької операційної бази Камьеш, а на Північній стороні - лінія так званих «горішніх редутів», побудованих російськими інженерами в 1855 р після залишення Південної сторони Севастополя. Роботи на цих укріпленнях полягали в розчищенні та розширенні ровів і пристрої дерево-земляних бліндажів і укриттів. Довелося також повністю переробляти в'їзди і входи в зміцнення, розгортаючи їх фронт: французи будували свої редути фронтом в сторону Севастополя, а російські «нагірні редути» будувалися проти можливої переправи ворога через Севастопольську бухту, тобто фронтом на південь.
Під його керівництвом були розібрані руїни будинків, вулиць, бастіонів, що залишились після Кримської війни (1853-1856 рр.). На місці найбільшої батареї — Миколаївської — Бертьє-Делагард спроектував та побудував Приморський бульвар. Ним же відновлено Лазаревське суднобудівне адміралтейство, прокладено водопровід, зведено багато інших споруд. Потім завідував ґрунтовими дорогами і мостами через Дунай в тилу російської армії.
Завдяки Олександру Львовичу Ялта стала, після Одеси та Варшави, третім містом Російської імперії з сучасними каналізацією та водопроводом. За це інженер отримав особисту подяку від Олександра III, а проект був удостоєний золотої медалі Всеросійської гігієнічної виставки. А.Л. Бертьє-Делагард консультував проекти благоустрою міста — від телефонізації до пристрою електричного трамвая. Зокрема у Ялті з його ім'ям пов'язано також створення молу — оригінальної споруди, що витримала випробування часом. 

### Генерал-науковець
У 1887 році виходить у відставку в чині генерал-майора і, оселившись у Ялті. Наприкінці 90-х років він будує за проектом архітектора Н. П. Краснова на вулиці Аутській вельми оригінальний будинок, який отримав остаточний вигляд у 1912 році (нині — центр науково-технічної творчості по вул. Кірова, 15). Стараннями господаря той стає музеєм і одночасно науковою станцією по вивченню історії, археології та етнографії Кримського півострова. В садибі будинку А.Л. Бертьє-Делагард влаштовує мініатюрний ботанічний сад з багатющим видовим складом. В одному з томів «Вістей Таврійської вченої архівної комісії» був опублікований каталог рослин саду — близько 200 видів і різновидів екзотичних рослин зі всіх континентів.
Дослідник цілком віддається науковій роботі в області стародавньої та середньовічної історії, археології та нумізматики Причорномор'я. Він займався складанням путівників по Криму, вивчав відомості про перебування на півострові А.С. Пушкіна. Також брав безпосередню участь в археологічних розкопках і обстеженнях, керуючи ними (дослідження некрополя у Феодосії, античного святилища поблизу Ялти та інше) або фінансуючи їх з власних коштів. Але про себе писав так: «Людина я зовсім маленька, всього менш почитав себе вченим і дуже добре усвідомлював, що годжуся в маленькі помічники між прислугою до вчених».
У 1894 році він на свої кошти заснував премію за краще рукописний і оригінальний твір з історії та археології Новоросійського краю і переважно Криму. Невтомно проводячи польові дослідження, він прагнув дістатися до найвіддаленіших куточків півострова. 
З 1899 року — віце-президент Одеського товариства історії та старожитностей і його фактичний керівник. Брав діяльну участь в роботі Московського археологічного товариства, Таврійської ученої архівної комісії та інших наукових товариств. Так саме приділяв увагу громадському житті міста та краю. Він жертвує книги для Ялтинської міської публічної бібліотеки, стає Головою товариства ялтинських техніків. Помітну роль відіграв у становленні Ялтинського відділення Кримсько-Кавказького гірського клубу, що дав поштовх розвитку туризму і екскурсійної справи на півострові.

## Останні роки життя
Залишок життя Олександра Львовича збіглися зі страшним і смутним часом — революцією та Громадянською війною. Коли більшість людей боялися за власне життя, його  приводило у відчай, що пограбують колекцію і бібліотеку. Генерал-майор інженерії, археолог і краєзнавець жив в очікуванні того, що його «викинуть на вулицю, на голодну смерть». «Будь-яка їжа майже зникла; масла немає зовсім, круп теж, борошна майже не дістанеш, курка від 9-11 рублів і то з трудом. Кухарки немає. Вважав би істинної милістю неба, якби міг забути, що існує їжа на світі» — так він описує серпень 1917 року в Ялті. Навряд чи тоді 75-річний вчений міг просити, вимагати, принижуватися, добувати. Він голодував, часом продукти вдавалося вимінювати на предмети з колекції.
Влітку 1919 року у Олександра Львовича стався інсульт, він надиктував заповіт, розпорядившись майном, яке «нині легко знищується». Втім він пролежав у ліжку ще кілька місяців, не вірячи в те, що коли-небудь стане.
Про те, як саме помер Бертьє-Делагард достеменно невідомо. За однією з версій його, лежачого 78-річного старого, в лютому 1920 року винесли з особняка разом з ліжком — будинок був реквізований. Як він і передбачав — вигнали з дому на голодну смерть. 
Помер патріарх кримознавства 14 лютого 1920 року в Ялті. Олександра Львовича поховали на цвинтарі в Аутці, поблизу Ялти, який дотепер не зберігся, як не вціліла і сама могила.

## Спадщина
Як пристрасний збирач, створив багаті, а в деяких розділах і унікальні колекції кримських старожитностей, які він поступово передавав до музеїв, найчастіше в Одеський археологічний музей. Серед зібрань були колекції монет грецьких міст Північного Причорномор'я і античних ювелірних виробів, у тому числі старожитностей поліхромного стилю, які вважалися тоді «готськими». Вивчення древніх монет, знайдених в околицях Ялти, привело О. Л. Бертьє-Делагарда до цікавого відкриття про існування тут в перших століттях нашої ери античного святилища. 
У великому числі надходили в музеї від О. Л. Бертьє-Делагарда і придбані ним античні теракоти, розписні вази, скляні посудини та інше. Зібрав багату колекцію татарської зброї, мідних виробів, шитих тканин тощо. 
Найбільший інтерес О. Л. Бертьє-Делагард виявляв до проблем античної нумізматики Причорномор'я, історичної географії стародавнього і середньовічного Криму, історії християнства та християнських пам'ятників в Криму, старожитностей генуезьких і татарських. 

### Нумізматика
Найбільш значний внесок О. Л. Бертьє-Делагарда складають дослідження у галузі античної нумізматики. Велика частина його наукової спадщини традиційно стосується Херсонеса. Однією з перших його публікацій стала описова стаття "Залишки стародавніх споруд в околицях Севастополя і печерні міста Криму" [Бертьє-Делагард 1886 році, с. 166-279]. Значне місце в наукових дослідженнях краєзнавця займали епіграфічні і нумізматичні розробки. 
Одним з перших в Росії О.Л.Бертье-Делагард приступив до дослідження складної монетної метрології античного світу, розробив методику визначення реальної ваги окремих номіналів і простежив зміна вагових норм і монетних систем в древніх містах Північного Причорномор'я. Цікавий матеріал про хід його досліджень в цій області містить листування О.Л.Бертье-Делагарда з хранителем монетного відділу імператорського Ермітажу (завідувачем відділенням середньовіччя і нового часу) Оттоном Фердинандовича Ретовскім (1849-1925) за 1907-1909 рр. (17 листів). Знайомство і наукове співробітництво двох кримознавців почалося, ще коли О.Ф. Ретовскій завідував Феодосійським музеєм старожитностей. О.Л.Бертье-Делагард неодноразово приїжджав в Санкт-Петербург і працював з найбагатшою колекцією Ермітажних фондів. У листі від 29 січня 1908 року він писав колезі в столицю: "Я зібрав усе, що міг, звідусіль (маса виявилася у Терлецького - чудова колекція), але, звичайно, багато втратив, особливо мені прикро за Відень, про який ніде нічого не можу дізнатися".
Підсумком цих пошуків стала серія статей: "Кілька нових або маловідомих монет Херсонеса" (1906 г.), "Про монетах володарів Боспору Кіммерійського, що визначаються монограмами" (1911 г.), "Відносна вартість монетних металів на Боспорі і Борисфені в половині IV в . до Р. X. "(1911 г.). У дослідженні "Про значення монограм <...> на монетах Херсонеса "(1906 г.) він розбив херсонеські монети на основні хронологічні групи: 1) часу незалежності поліса (першої пол . IV ст. до н.е. - першої пол. I ст. до н.е.); 2) часу свободи (першої пол. I ст. До н.е. - кінець II ст. н.е.) і 3) часу вольності (кінець II - перша пол. III ст. н.е.). В основу цієї класифікації він поклав склад металу монет, характер зображення, написання імені міста. Були дані розшифровки монограм, які до цього трактувалися по-різному. Тут же вчений поставив питання про необхідність "зайнятися новим виданням корпусу монет Тавриди".
В архіві О.Л.Бертье-Делагарда у фондах КРКМ, зберігається складений ним з особливою скрупульозністю каталог античних монет Одеського товариства історії та старожитностей (ОТІС). Докладно описані монети Боспора, Верхньої і Нижньої Мезії, Ольвії, Тіри, Фракії і ін. Місць. Каталогом предпослан покажчик "Міста і царі країн прибережних Чорного моря, монети яких відомі". Краєзнавець привів відомості про кількість монетних зборів ОТІС, вказані ваги монет, відомі за матеріалами І.П.Бларамберга і Н.Н.Мурзакевіча. Серед невиданих наукових розробок вченого є і нумізматичне дослідження, присвячене монетному карбуванню в Кримському ханстві у формі династичних таблиць і переліку правителів династії Гіреїв; допоміжні матеріали для роботи над монографією "Цінність монетних номіналів в Кримському ханстві",  яка була опублікована в 1914 р.
Ці роботи історик В.Є.Данілевіч назвав "Найціннішим дослідженням з історії монетної справи і грошового обігу <...>". Звертаючись до О.Л. Бертьє-Делагард у листі 19 жовтня 1909 р. він констатував: "В даний час Ви є найголовнішим і майже єдиним фахівцем з нумізматики південноруських колоній, <...> без лестощів скажу, що ні один з Ваших попередників в цій області не володів таким запасом відомостей, якому прямо-таки залишається тільки дивуватися, як Ви можете настільки ясно і чітко орієнтуватися в них ".
У 1906 р з'явилися його статті, озаглавлені «Кілька нових або маловідомих монет Херсонеса» і «Значення трьох монограм на монетах Херсонеса», де були висвітлені багато питань херсонеської нумізматики, дана систематична і хронологічна класифікація херсонеських монет, визначені вагові системи, вирішені питання типології, монетної епіграфіки і ін. Ще раніше О. Л. Бертьє-Делагардом було правильно визначено початок власного літочислення в Херсонесі і зроблені цікаві висловлювання про випуск в Херсонесі датованих монет. Можна сміливо сказати, що О. Л. Бертьє-Делагардом закладені основи наукової розробки херсонеської нумізматики і створена струнка історія монетної справи античного Херсонеса, яку в подальшому лише уточнюють роботи А. В. Орєшнікова, О. Н. Зографа, В. О. Анохіна і ін.
У значне дослідження складних питань політичної історії Боспора вилилося і вивчення О. Л. Бертьє-Делагард монограм і дифферентов на боспорських монетах. Зазначені роботи і зараз ще не втратили своєї наукової цінності завдяки безліччю в них спостережень, зіставлень і оригінальних гіпотез.
Чудове знання нумізматичного матеріалу дозволило О. Л. Бертьє-Делагард опублікувати виправлення і критичні зауваження до багатому помилками відомому каталогу П. О. Бурачкова і тим самим зробити цей єдиний звід античних монет Північного Причорномор'я придатним для наукового використання. Вивчення знахідок стародавніх монет в околицях Ялти призвело О. Л. Бертьє-Делагарда до цікавого відкриття про існування тут в перші століття нашої ери античного святилища.
Але найбільшою заслугою О. Л. Бертьє-Делагарда у справі вивчення античних монет є те, що він вперше в російській нумізматичної науки залучив метрологічні дані для дослідження грошового обігу. Вчений також порушив питання економіки, пов'язане з античним монетним карбуванням, що до нього дослідниками абсолютно не зачіпалося. Величезне значення в цьому відношенні мають опубліковані ним зведення ваг всіх відомих золотих і срібних монет грецьких міст та царів Північного Причорномор'я. Цими даними продовжують і досі користуватися всі нумізмати-античники, незважаючи на те, що монетний матеріал тепер значно збільшився. 
Великий інтерес представляє також робота О. Л. Бертьє-Делагарда про вагові системи у Пантікапеї та Ольвії і про відносну вартість золота і срібла в цих містах.

### Археологія та архітектура
Багато уваги приділив О. Л. Бертьє-Делагард вивченню військової та цивільної архітектури середньовічного Херсона і печерних міст Таврики. На підставі вивчення характеру кладки їм вперше була дана наукова періодизація оборонних споруд Херсонеса і Гірського Криму. У статті «Напис часів імператора Зенона в зв'язку з уривками з історії Херсонеса» (ЗООИД, XIV, 1893) вчений дав докладний коментар до цього напису і встановив її дату (488 р.).
Олександр Львович дбав про збереження археологічних пам'яток. На свої кошти він упорядкував генуезькі фортеці в Алушті, Балаклаві, Судаку і Феодосії. У 1900 році їм була досліджена Інкерманська фортеця. 

### Історія та археологія
Дослідження О. Л. Бертьє-Делагарда в області історії і археології були тісно пов'язані з історичними долями Чорномор'я і Таврійського півострова. Йому характерні всебічність і повнота використання різних джерел, скрупульозна ретельність в розгляді всіх аспектів, увагу до всіх деталей дослідження, послідовне зважування всіх можливих гіпотез, доводів, аргументів і контраргументів. Це доведена до педантизму сумлінність в дослідженні кожної проблеми сприяла тому, що О. Л. Бертьє-Делагард вдалося вирішити багато питань щодо археології та історії Криму, які були каменем спотикання для його попередників.
В останні роки життя вчений написав кілька статей і заміток, де були порушені питання, пов'язані з уточненням деяких конкретних фактів середньовічної історії Причорномор'я (аналіз письмових і археологічних джерел про облогу Володимиром Корсуня в 988 р .; вивчення даних про локалізацію міста Маврокастрона: зауваження до суперечки про справжність Тмутараканського каменя; уточнення шляху проходження відомої місії Костянтина філософа з Херсона в Хазарію у 861 р. і т. д.).

### Бібліотека та колекція карт
Наукові роботи О. Л. Бертьє-Делагарда, що відрізняються глибоким аналізом історичних джерел, лягли в основу сучасних знань про стародавній Крим, не втративши свого значення дотепер. Багатий науковий архів О. Л. Бертьє-Делагарда після його смерті був переданий Таврійському суспільству історії, археології та етнографії, а в даний час знаходиться в фондах обласного краєзнавчого музею в Сімферополі. Він містить зокрема неопубліковані праці, плани, креслення, схеми, фотографії, архітектурні виміри печерних міст Південно-Західного Криму.
Ним була створена бібліотека з питань стародавньої та середньовічної історії Півдня України, а також винятково повне зібрання географічних карт і видів Криму. Олександр Львович в 1919 році заповів передати їх безкоштовно Московському історичному музею за умови «зберігати все це в одному місці, не разрознівая і не вносячи нічого чужого Тавриді». Але бібліотека до встановлення радянської влади в Криму не могла бути перевезена, а після того питання про її переміщенні вже не порушувалося. Підбірка книг в кінцевому підсумку опинилася у Сімферополі, в Центральному музеї Тавриди, і була надана в користування «для наукових занять всякого працюючого в області кримознавства». Штамп на книгах був такий: «Центральний музей Тавриди (Таврика Делагарда)». Під час Великої Вітчизняної війни частину цих книг підготовили для евакуації, але вантаж довезли лише до Армавіра, тож, коли місто було зайняте німцями, книги, карти та гравюри були розграбовані. Під час окупації Сімферополя бібліотеку «Таврика» також пограбували німці. Серед вивезених 2 тис. примірників книг, карт, альбомів по етнографії, економіці, археології Криму були і цінні книги з колекції Бертьє-Делагарда. 
Втім дотепер у фондах наукової бібліотеки «Таврика» зберігається близько 1,5 тис. книг, що раніше належали О.Л. Бертьє-Делагарду, а також відбитки статей про Крим з різних журналів, підшивки газет і журналів з роботами про Крим, невелика колекція гравюр і карт.

### Ювелірні вироби сарматів та греків
Після смерті О. Л. Бертьє-Делагарда частина його колекції була вивезена до Франції літньою сестрою вченого мадам Белявської. Завдяки зусиллям російського антиковедов М. Ростовцева, один із хранителів відділу середньовічних цінностей Британського музею отримав можливість ознайомитися з описом і фотографіями предметів із цієї колекції. Незабаром відбулася і операція з продажу. 
У 1923 році та частина колекції, яка представляла інтерес для Британського музею, була придбана у сестри Бертьє-Делагарда, яка була обмежена в грошах, за невелику на ті часи суму — півтори тисячі британських фунтів. Левову її частину склали ювелірні вироби сарматських часів. Науковці і куратори музею відмовилися від придбання предметів піздньоантичного (грецького) походження, що були в достатку в складі цієї колекції, оціненої спочатку також досить скромно — в 3500 фунтів. Доля їх і понині невідома. Каталог придбаних музеєм виробів був опублікований в 2008 році з поясненнями кримського археолога Олександра Айбабіна на сайті Британського музею.

## Родина
Родина Бертьє-Делагардів пов'язала свою долю з Росією за часів Французької революції. Засновник династії  Іван-Олександр-Генріх Бертьє де ла Гард, був французьким дворянином, лікарем-емігрантом. Олександр Львович писав у своїй автобіографії: «Дід мій покинув батьківщину в роки революції, воював в Європі, потім осів в Росії, дістався до Севастополя, де придбав клаптик землі в глибині Дикої балки. У 1796 році в чині майора він поступив на російську службу. Майже вся його служба пройшла в артилерійському гарнізоні Севастополя». 
Прийшовши до артдивізіону у 1809 р., в 30-х роках він вже був начальником фортечної артилерії. 29 лютого 1832 року Таврійське дворянське депутатське зібрання винесло ухвалу про причислення генерал-майора Олександра Івановича Бертьє-Делагарда до дворянського стану. У 1840 році дід О.Л. Бертьє-Делагарда був похований в Севастополі на міському кладовищі.
Сини генерала також вибрали військову кар'єру. Двоє з трьох його синів служили на Чорноморському флоті, всі троє брали участь у Кримській війні. Дядько Олександра Львовича, морський офіцер Костянтин Олександрович (1814-1886) був капітаном 4-хластового екіпажу, учасником оборони Севастополя 1854-55 рр., потім якийсь час служив в Одесі в поліцейському управлінні. Похований разом із донькою Софією Константинівною (1874-87) на Севастопольському міському цвинтарі (на вул. Пожарова).
Його батько, капітан-лейтенант Лев Олександрович Бертьє-Делагард був старшим сином у родині. Він почав службу гардемарином Чорноморського флоту в 1825 році. У різний час командував кораблями Чорноморського флоту: «Бзибь», «Березань», «Тезей», «Пилад», «Сізополь». Він був останнім командиром парусного фрегата «Сізополь» (екіпаж 418 чоловік), який, як і інші шість вітрильних кораблів, був затоплений 11 вересня 1854 року між Костянтинівській та Олександрівською батареями. Щоб, за висловом командувача ескадрою Чорноморського флоту віце-адмірала Павла Степановича Нахімова, «загородити вхід ворожим судам на рейд і тим самим врятувати Севастополь».
В 33 роки у званні лейтенанта 14 травня 1841 він одружується з 17-річною Вірою Іванівною Колодєєвою. Мама Олександра Львовича, який народився вже за рік, була донькою титулярного радника Івана Дем'яновича Колодеева, втім вона дуже рано пішла. Тож за 8 років, 6 травня 1853 року в чині капітан-лейтенанта в Адміралтейському соборі батько  вінчається вдруге — з 25-річною Марією Антонівною Клоці, дочкою французького підданого, дворянина Антона Клоці.
«Батько і мати мої католики, а всі їхні діти від народження православні, говорили по-російськи і були російськими душею і серцем», — згадував О.Л. Бертьє-Делагард. Рано втративши матір, він отримав початкову освіту, як і більшість дітей морських офіцерів, у гувернера.
У вересні 1854 року Лев Олександрович був нагороджений орденом Св. Анни 3-го ступеня з бантом, а у 1865 році у чині контр-адмірала був звільнений зі служби. Після виходу у відставку батько переїхав до власного маєтку під Севастополем, що мав назву Делагардів хутір (а вся поруч розташована місцевість - Делагардова балка), де й помер 18 листопада 1883 р. у віці 75 років. Був похований в Севастополі на Старому міському кладовищі по вул. Пожарова. Його могила, так само, як і могили його батька і брата, до наших днів не збереглися.
У краєзнавця Чверткіна Є.І. згадувалося ще про один адресу, пов'язаному з Делагардами. За словами Л.І.Фукі, "В одному з таких особняків на Садовій (Терещенко) проживала сім'я Бертьє Делагард: бабуся, батько і дочка Кіра. Будинок з житловим підвалом, але сходи в підвал перебувала всередині будинку". Вочевидь, йдеться про бабцю, кузіну та одного з дядьків Олександра Львовича.

## Твори
- (рос.) Остатки древних сооружений в окрестностях Севастополя и пещерные го¬рода Крыма // ЗООИД. Одесса, 1886. Т. 14, отд. 1
- (рос.) «Раскопки Херсонеса», у збірнику: «Материалы по археологии России», № 12, СПб., 1893;
- (рос.) «О Херсонесе», у збірнику: «Известия археологической комиссии», в. 21, СПб., 1907;
- (рос.) Поправки общего каталога монет Бурачкова. М., 1907;
- (рос.) Случайная находка древностей близ Ялты // ЗООИД. Одесса, 1907а. Т. 27, отд. 5;
- (рос.) «К истории христианства в Крыму: Мнимое тысячелетие». «Славянская» тип. Е. Хрисогелос. Одесса, 1909. Архів оригіналу за 18 квітня 2017. Процитовано 29 березня 2020.
- (рос.) О развитии картографических понятий о Крыме // Известия Ялтинского технического общества. 1909. Вып. 1.
- (рос.) О прошлом Тавриды // Известия Ялтинского технического общества. 1909а. Вып. 1.
- (рос.) Из прошлого Тавриды: Осада древнего Херсонеса // Известия Ялтинского технического общества. 1909б. Вып. 1.
- (рос.) Результаты работ Комиссии по исследованию причин затопления Аутской улицы ливневыми водами // Известия Ялтинского технического общества. 1909в. Вып. 2.
- (рос.) Желательные особенности построек, возводимых на ЮБК в местностях, подверженных оползням // Известия Ялтинского технического общества. 1909г. Вып. 2.
- (рос.) «Относительная стоимость монетных металлов на Боспоре и Борисфене в половине IV в. дон. э.» // «Нумизматический сборник», т. 1, М., 1911;
- (рос.) «Материалы для весовых исследований монетных систем древне-греческих городов и царей Сарматии и Тавриды», в книзі: «Нумизматический сборник», т. 2, М., 1913;
- (рос.) Память о Пушкине в Гурзуфе // Пушкин и его современники: Материалы и исследования. СПб., 1913а. Вып. 17/18.
- (рос.) Ценность монетных номиналов в Крымском ханстве// ИТУАК. Симферополь, 1914. №51.
- (рос.) «Исследования некоторых недоуменных вопросов средневековья в Тавриде», «Известия Таврической ученой архивной комиссии», 1920, № 57 та інші.